# Тристиково (Варненська область)
Тристи́ково (болг. Тръстиково) — село у Варненській області Болгарії. Входить до складу общини Аврен.

## Населення
За даними перепису населення 2011 року у селі проживали 602 особи.
Національний склад населення села:
| Національність   | Кількість осіб | Відсоток |
| ---------------- | -------------- | -------- |
| болгари          | 337            | 56,3%    |
| цигани           | 86             | 14,4%    |
| турки            | 41             | 6,8%     |
| інша             | 26             | 4,3%     |
| не визначились   | 109            | 18,2%    |
| Всього відповіли | 599            |          |

Розподіл населення за віком у 2011 році:
Динаміка населення: